# Francis Veber
Francis Paul Veber (Neuilly-sur-Seine, 28 de julho de 1937) é um cineasta, produtor,  argumentista, dramaturgo e ator francês. É particularmente conhecido na França por ser o autor de comédias protagonizadas por personagens, tais como  o frágil e ingénuo François Pignon (ou François Perrin), muitas vezes oposto ao rigoroso Jean Lucas (ou Jean Campana).

## Família
Francis Veber é sobrinho-neto de Tristan Bernard, neto de Pierre-Gilles Veber (Fanfan la Tulipe) e Catherine Veber (Neige, Mademoiselle Fanny), bisneto de Pierre Veber e, ainda, tio de Sophie Audouin-Mamikonian, autora da série de livros para crianças Tara Duncan. Francis Veber nasceu de pai judeu e mãe arménia, tendo comentado sobre essa particularidade o seguinte: "Dois genocídios, dois muros de lamentações no sangue, tudo para fazer um cómico". Depois dos estudos em Medicina infrutuosos, começa a escrever contra o conselho dos pais dele, ambos escritores que não são particularmente bem sucedidos nesse ramo.

## Filmografia

### Cineasta e argumentista
- 1976: Le Jouet
- 1981: La Chèvre
- 1983: Les Compères
- 1986: Les Fugitifs
- 1989: Three Fugitives
- 1992: Out on a limb
- 1996: Le Jaguar
- 1998: Le Dîner de cons
- 2000: Le Placard
- 2002: Tais-toi!
- 2006: La Doublure
- 2008: L'Emmerdeur

### Argumentista
- 1969: Appelez-moi Mathilde de Pierre Mondy
- 1972: Il était une fois un flic de Georges Lautner
- 1972: Le Grand Blond avec une chaussure noire de Yves Robert
- 1973: La Valise de Georges Lautner
- 1973: L'Emmerdeur de Édouard Molinaro
- 1973: Le Magnifique de Philippe de Broca
- 1974: Le Retour du grand blond de Yves Robert
- 1975: Le Téléphone rose de Édouard Molinaro
- 1975: Adieu poulet de Pierre Granier-Deferre
- 1975: Peur sur la ville de Henri Verneuil
- 1976: On aura tout vu de Georges Lautner
- 1978: Coup de tête de Jean-Jacques Annaud
- 1978: La Cage aux folles de Édouard Molinaro
- 1979: Cause toujours... tu m'intéresses! de Édouard Molinaro
- 1980: La Cage aux folles II de Édouard Molinaro
- 1980: Les Séducteurs sketch de Édouard Molinaro
- 1982: Partners de James Burrows
- 1985: Hold-up de Alexandre Arcady
- 1995: Fantôme avec chauffeur de Gérard Oury
- 1998: Dead Letter Office de John Ruane

### Remakes da sua obra
- 1981: Buddy Buddy de Billy Wilder (remake de L'Emmerdeur)
- 1982: The Toy de Richard Donner (remake de Le Jouet)
- 1985: The Man with One Red Shoe de Stan Dragoti (remake de Le Grand blond avec une chaussure noire)
- 1989: Three Fugitives dele próprio (remake de Les Fugitifs)
- 1991: Pure Luck de Nadia Tass (remake de La Chèvre)
- 1994: My Father the Hero de Steve Miner (adaptação por Veber do filme Mon père ce héros de Gérard Lauzier)
- 1996: The Birdcage de Mike Nichols (remake de La cage aux folles)
- 1997: Fathers' Day de Ivan Reitman (remake de Les Compères)
- 2010: Dinner for Schmucks de Jay Roach (remake de Le Dîner de cons)

## Resultados no box-office
| Filme            | Ano  | Box-office mundial  |
| Le Dîner de cons | 1998 | 9 220 000 entradas  |
| La Chèvre        | 1981 | 7 080 000 entradas  |
| Le Placard       | 2000 | 5 290 000 entradas  |
| Les Compères     | 1983 | 4 850 000 entradas  |
| Les Fugitifs     | 1986 | 4 450 000 entradas  |
| La Doublure      | 2006 | 3 090 000 entradas  |
| Tais-toi!        | 2003 | 2 940 000 entradas  |
| Le Jaguar        | 1996 | 2 500 000 entradas  |
| Le Jouet         | 1976 | 1 600 000 entradas  |
| Total            | -    | 41 020 000 entradas |

Uma média de 4 557 778 entradas.